# (7796) Járacimrman
(7796) Járacimrman, alternativ auch (7796) Jaracimrman, ist ein Asteroid, dessen Bahn sich im Asteroidengürtel zwischen Mars und Jupiter befindet.

## Eigenschaften
Aufgrund der absoluten Helligkeit schätzt man den mittleren Durchmesser des Asteroiden auf 12,5 km. Angaben zum Spektrum sind nicht bekannt, weshalb man auch keine Aussagen zu dessen chemischer und mineralogischer Zusammensetzung machen kann.
Der Asteroid gehört zur Adeona-Familie, einer Gruppe von Asteroiden, die nach (145) Adeona benannt ist.

## Entdeckung
(7796) Járacimrman wurde durch den tschechischen Astronomen Zdeněk Moravec am 16. Januar 1996 auf dem Kleť-Observatorium bei Český Krumlov (der 312. hier entdeckte Asteroid) entdeckt und bekam die provisorische Bezeichnung 1996 BG. Später stellte sich heraus, dass er schon früher beobachtet worden war und dabei die Bezeichnungen 1973 YE3 bzw. 1990 VG erhalten hatte. 1997 wurde die Bahn berechnet und der Asteroid konnte benannt werden. Die Benennung erfolgte am 11. Februar 1998 auf Vorschlag des Entdeckers Moravec nach der fiktiven Person des Prager kulturellen Lebens Jára Cimrman.